# Pàvlovka (Primórie)
|  | Per a altres significats, vegeu «Pàvlovka». |

Pàvlovka (en rus: Павловка) és un poble del krai de Primórie, a l'Extrem Orient de Rússia, que el 2018 tenia 384 habitants.